# Будизъм на Запад
Понятието „Будизъм на Запад“ е твърде обширно и обхваща всичките аспекти на будисткото познание и практика извън Азия.
През по-голямата част от хилядолетната си история на будизмът е имал спорадични контакти със Западния свят. През XIX век обаче по време на европейската колонизация на будистките държави, в резултат също и на академични изследвания много хора от Запада получават възможност за все по-дълбоко опознаване на будистките учения.

## В епохата на елинизма
Пътищата на западната цивилизация и будизма се пресичат още в далечното минало и е възможно най-ранната им среща да е през 334 г. пр.н.е., когато войските на Александър Македонски завладяват цетрална Азия. Империята на Селевкидите и следващите след нея царства установяват елинистичната култура по тези земи и заедно с навлизащия от Индия будизъм дават началото на Гръко-будизма.
След кървавото завладяване на Калинга в Източна Индия маурийският Император Ашока (273 – 232 пр.н.е.) приема будизма. След като се разкайва за причинения от него ужас и страдание той решава да се откаже от насилието. Започва да разпространява Дхарма и да насърчава другите да я изучават, да строи ступи и между другото да показва уважение към живота на животните. Един от най-изящните архитектурни примери от онова време време е ступата Санчи в Индия, построена през 3 век пр.н.е. и по-късно увеличена. Със своята порта наречена Торан тя е може би най-красивият пример на будистко изкуство на Индия. Освен това кралят строил пътища, болници, университети, напоителни системи из цялата страна. Той се отнасял към поданиците си като равни, независимо от каста, религия, или политически възгледи. Този период маркира първото разпространение на будизма извън Индия. Според едиктите на цар Ашока гравирани на неговите колони и плочи неговите пратеници стигат до Шри Ланка на юг, на запад до Бактрийското индо-бидистко царство, а може би и по-нататък до Средиземноморието.
В епохата на християнството будистки идеи периодично са достигали до Европа през Средния Изток. Житията на светци като Варлаам и Йосафат са „покръстени“ версии на живота на принц Сидхарта, преведени от индийски източници на персийски, след това на арабски и гръцки език версии, а по този път религиозният път е козметично променен. Първата директно описана среща между европейски християни и будисти е от 1253 година, когато френският крал изпраща Вилхелм де Рубрук като посланик в двора на Монголската империя. По-късно, през 17 век Монголия установява в Калмикия разпространеният и на собствената и територия тибетски будизъм. По този начин се появява и единствения европейски будистки народ в самия югоизточен край на континента.

### Гръко-будизъм
Елинистичното влиние, последвано от Селевкидите и последователните индо-гръцки и гръко-бактрийски кралства са си взаимодействали с будисткия свят и това се онагледява от гръко-будисткото изкуство, по-специално от културата Гандхара, която отговаря като територия на съвременните северен Пакистан и източен Афганистан. Гръцки скулптори от традиционната класика пристигат за да предадат уменията си на индийците и резултатът е появата на специфичния стил на гръко-будисткото изкуство на Гандхара и скулптирането както от камък, така и в щукатура в стотици будистки манастири, каквито и до днес се откриват при разкопки в този регион. Гръкобудизмът предатавлява културно сливане на елинистичнаа цивилизация и будизма в течение на около осем века между 4 век пр.н.е. и 5 век.

## Деветнадесети век
През деветнадесети век будизмът заедно с други философски и религиозни системи влиза в полезрението на Западните интелектуалци чрез трудовете на християнски мисионери, учени и държавни служители, които описвали колониите, в които работят. Така например книгата на сър Едуин Арнолд излиза през 1879 веднага става бестселър и непрекъснато се преиздава.

### Филсофски интерес
Той започва с немския философ Артур Шопенхауер, който прочита за будизма и други източни религии в ранните етпи на своето развтие преди да разработи философската си система.
Понякога се правят съпоставки между будизма и идеите на немския философ Фридрих Ницше, който през 1895 възхвалява будизма в труда си „Антихрист“, наричайки го „сто пъти по-реалистичен от християнството“. Робърт Морисън смята, че между тях има дълбок резонанс тъй като и на двете места се набляга на централното място на хората в един космос без бог, а и двете не търсят някакво външно същество или сила за да разрешат проблема на битието“ .

### В поулярната култура
През втората половина на деветнадесети век будизмът привлича вниманието на западната публика също чрез работите на писателя Лафкадио Хърн.

### Будисти и будистки учители – имигранти
Будистки монаси започват да преподават както на азиатски те имигранти, така и на западната аудитория. Първо това са китайците в САЩ, които пристигат за да вземт участие предимно като евтина работна ръка при строежа на железни пътища, а също и в други разрастващи се индустрии. Те започват да изграждат храмове в своите поселища край железопътните линии. Приблизително по това време японски работници пристигат в плантациите на Хаваите и Калифорния. Те започват обособяването на будистки мисии, преименувани по-късно на „Будистки Църкви на Америка“.
През 1893 година японска делегация, състояща се от Сойен Шаку заедно с още трима свещеници и двама светски практикуващи представя школите Риндзай, Джодо Шиншу, Ничирен, Тендай и Шингон на Световния парламент на религиите в Чикаго, организиран от Джон Хенри Бароуз и Пол Карус.

## Двадесети век

### Интересът преди втората световна война
Първият будистки храм в Европа, ” Das Buddhistische Haus“ или „Будистка къща“ е основан в Берлин през 1924 година от Паул Далке, който изучавал будизма в Цейлон преди първата световна война
Първият превод на английски на „Тибетска книга на мъртвите“ е публикуван през 1927 година и преиздадена през 1935 с предговор на самия Карл Густав Юнг. Книгата привлича вниманието на много западни хора към тибетския будизъм.
Западни хора с духовни търсения биват привлечени от екзотиката и мистиката, които откриват в азиатските традиции и създават езотерични дружества като „Теософско общество“ на Блаватска и „Будистко общество Лондон“ около Кристмас Хъмфрис. В началото липсата на добри преводи или дори ползването на превод на превода спъва западната будология, но скоро западни учени като Макс Мюлер се залавят с изучаването на азиатски езици. Писателят Херман Хесе показва интерес към източните религии и написва романа „Сидхарта“.

### Петдесетте години на двадесети век
Писателят от американското „бийт поколение“ Джак Керуак става добре известен с романа си „Бродягите на Дхарма“ и други свои работи. Влияние придобива и Алан Уотс с книгите си за Зен. Към края на 60-те и началото на 70-те години хипи поколението преоткрива интереса към будизма и неговата методичност по пътя към щастието.

### Визникването на автентични действащи будистки центрове
Японският учител Шунрю Сузуки пристига в Сан Франциско през 1959 година. По това време в Америка Зен е бил твърде актуална тема в някои среди там, най-вече това били битниците. Курсовете на Сузуки роши се пълнели с вдъхновени хора желаещи на научат повече за будизма.
През 1965 година Филип Капло пристига в Рочетър, Ню Йорк с разрешението на своя учител Хакуин Ясутани за да основе Зен център. По това време в САЩ е имало съвсем малко или никакви америкаци обучени в Япония от автентичен Зен учител. Капло имал зад гърба си тринадесет години и повече от двадесет сесшин преди да получи разрешението да основе свой будистки център. При престоя си в Япония той написва ключовата си книга „Трите стълба да Зен“.
Също през 1965 монаси от Шри Ланка основават в столицата Вашингтонската будистка Вихара, първата монашеска общност в САЩ. Общността била напълно достъпна за англоговорещи, а медитацията Випасана била част от техните практики. Прякото влияние на движението Випасана обаче нараснало след като в началото на 1970-те група американци се завръща от Азия след обучение при майстори на тази практика.
През 1970 – те години интересът към тибетския будизъм се засилва твърде много отчасти заради мистичната „Шангри-ла“, идентифицирана като Тибет и отчасти заради симпатиите на западните медии към тибетската кауза. Четирите главни будистки школи на Тибет стават добре известни на Запад. Лами като Шестнадесетия Кармапа Рангджунг Ригпе Дордже, Чогям Трунгпа, Геше Вангял, Геше Лундуб Сопа, Дежунг Ринпоче, Серме Кенсур Лобсанг Тарчин, Тартанг Тулку, Лама Тубтен Йеше Ринпоче, Тубтен Зопа Ринпоче, Геше Келсанг Гяцо основават будистки центрове из западния свят през 1970 – те години.
От тибетските лами най-известен е Четиринадесетият Далай Лама Тензин Гяцо заради многото си пътувания и активната си обществена роля. През 1979 година той първо посещава САЩ в качеството си на тибетски лидер в изгнание и става знаменитост, а животът му е тема на филми като „Кундун“ и „Седем години в Тибет“. Много знаменитости като Ричард Гиър стават негови последователи.
По време на войните във Корея и Виетнам в тези страни на служба са мнозина американци, които стават свидетели на причинените страдания. Някои от тях изследват и опознават обществата в региона, а неколцина дори са ръкоположени за монаси в различни Махаяна и Тхеравада традиции. При своео завръщане те основават влиятелни центрове като например Бил Портър. Друг пример за набиращия популярност будизъм на запад са Зен центровете заради творчеството на автори като Алан Уотс, Дайсецу Тейтаро Сузуки и Филип Капло.

## Будизмът на запад в днешно време
Днес нараства броят на будистите родени в страните със западен тип култура в Европа, двете Америки, Австралия и Нова Зеландия. Будизмът е най-бързо разпространяваща се философска религия в Австралия и някои други страни. 
Чогям Трунгпа, тибетски лама, който основава будисткото движение Шамбала твърди, че трябва да се свали културната и етническа обвивка от традиционните методи за работа с ума и да предостави на западните си ученици тяхната същност. Освен това през 1974 година той основава Университета Наропа в Боулдър, Колорадо. Движението Шамбала постига определени успехи в Канадската провинция Нова Скотия, а седалището му се намира в Халифакс. В Плезънт Бей в същата провинция е свързаният с общността манастир Гампо Аби.
Основаната от Оле Нидал организация наречена Диамантен път на будизма обхваща около 660 будистки центъра по целия свят. В края на шестдесетте и началото на седемдесетте години на двадесети век Оле Нидал и неговата съпруга Хана в течение на няколко години се обучават при Шестнадесетия Кармапа Рангджунг Ригпе Дордже, Лопон Чечу Ринпоче, Калу Ринпоче и други висши лами. От 1972 нататък те започват да основават будистки центрове за светски практикуващи в страни с предимно западен тип култура.

## Храмове
Най-големият будистки храм на южното полукълбо е храмът Нан Тиен (превежда се като „Храмът на южния рай“) и се намира в Уулонгонг, Австралия, а най-голям за западното полукълбо е храмът Хси Лай (или „дошлият на запад храм“) в Хасиенда Хайтс, Калифорния, САЩ. Двата храма резултат на работата на ордена Фо Гуан Шан в Хасиенда Хайтс, Калифорния, САЩ.
Най-голямата ступа в западния свят е откритата през 2003 година в град Беналмадена в южноиспанската област Андалусия ступа на просветлението. Изграждането и е по инициатива на лама Чечу Ринпоче, а също и с подкрепата на обшинската администрация на града. Церемонията по откриването извършва лично Четиринадесетият Шамар Ринпоче след смъртта на лама Чечу.